# Берлінський діалект

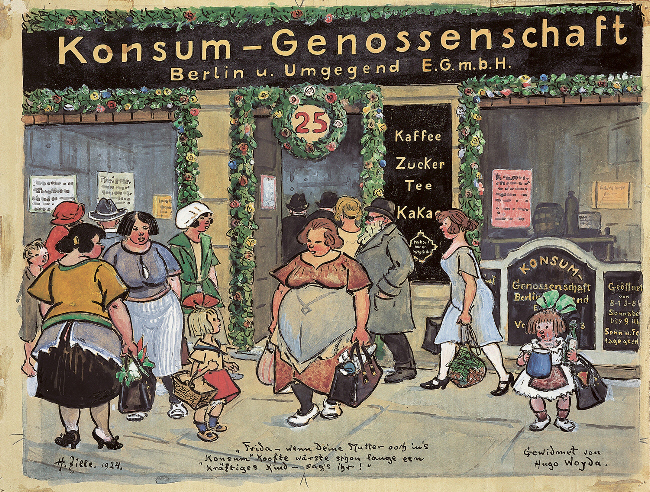
«Konsum-Genossenschaft», гумористична акварель Генріха Цілле

Берлінський діалект (нім. Berliner Dialekt) — діалект берлінсько-бранденбурзького діалекту німецької мови, поширений в Берліні.

## Особливості берлінського діалекту
Берлінський діалект уживається як у самій столиці, так і в приміській зоні Берліна і Бранденбурга. Розвиток берлінського діалекту, як зазначає Жирмунський В. М., вплинув на мову Бранденбурга і витіснив усну, нижньонімецьку мову. Колись Берлін був слов'янським, рибацьким поселенням на річці Шпре. Поблизу було ще одне поселення — Кельн. Обидва поселення постійно належали різним людям і з часом збільшувались. У 1244 році Берлін отримав статус «міста» — на сім років пізніше, ніж Кельн. У цей період усі жителі Берліна розмовляли на нижньонімецькій мові. Але все ж таки верхньосаксонський діалект передував і в Берліні. Мова жителів наситилась верхньонімецькими елементами. Але дифтонги -au і -ei так і залишались монофтонгами -oo і -ee, тому що так вони вживались як у саксонському діалекті, так і в нижньонімецькій мові. Вже тоді жителі Берліна не говорили на саксонському діалекті.
В основному процвітала берлінська розмовна мова. Вищий прошарок Берліна розмовляв не лише цією розмовною мовою, також верхньонімецькою. Інтелігенція розглядала усну мову в Берліні не просто як розмовну мову, а як щось більше, особливе. У зв'язку з цим піклувались про вільну від діалекту літературну мову. З іншого боку, в літературній мові все більше зустрічалися запозичення з французької мови, тому французька мова дещо вплинула на берлінський діалект. Поряд з французькою мовою великий вплив на берлінський діалект мала також єврейська мова. Насамперед цей вплив надходив від східних євреїв із Польщі, Росії, Східної Прусії і Сілезії. Вони збагачували берлінський діалект елементами з єврейської мови і мовними елементами з слов'янської мовної сім'ї. Вплив слов'янських мов можна спостерігати по багатьом назвам населених пунктів, назва яких закінчується на -ow або -in.У 1871 році Берлін був центром надзвичайно великої імміграції, насамперед із Саксонії і Сілезії, чим пояснюється витіснення нижньонімецьких мовних елементів. Отже іміграція мала надзвичайно великий вплив на берлінську розмовну мову. Також важливо, що Берлін як великий торговельний центр мав контакти з представниками з різних країн, що також мали вплив на мову.
Протягом XIX століття берлінський діалект був знецінений, подібно іншим діалектам. Верхньонімецька мова вважалась і вважається правильною німецькою мовою. Багато хто з людей, які народилися і проживають у Берліні, сприймають берлінський діалект досить довірливо. Коли берлінці чують розмовну мову, вони відчувають себе емоційно комфортно. Вони розмовляють на діалекті як у побутовому колі, так і в офіційному спілкуванні, також в колі друзів, близьких людей розмовляти на діалекті є звичаєм. Берлінський діалект весь час перебуває у стані розвитку та постійних змін. Тому при порівнянні декількох історичних етапів його розвитку можна помітити деякі мовні відмінності як фонетичні, так і лексичні чи граматичні. Причиною цього є декілька факторів: по-перше — історичний розвиток мови; по-друге — соціальний фактор; по-третє — географічне положення території, на якій поширений діалект.